# Begunjščica
A Begunjščica egy hegylánc Szlovéniában, mely a Karavankák részét képezi. Nyugaton a Smokuška planina-tól keleten a Ljubelji hágóig terül el. A hegyláncnak több csúcsa von, a legmagasabb a Veliki vrh (2060 m), melyet a Srednji vrh követi, a legalacsonyabb pedig a Begunjska Vrtača (1997 m).
Könnyen hozzáférhető hegység, ezért egész éven keresztül megmásszák. Télen kedvező időjáráskor sokan jönnek ide szánkózni.
A csúcson pecsét és hegyi napló található. A hegy déli oldala, ahogyan a Karavankákra jellemző, könnyen megmászható, mig az északi eléggé meredek.

## Kiindulópontok
- Begunje na Gorenjskem faluból
- Ljubelj hágó (Tržič-nél)
- Podljubelj faluból (Tržič-nél)

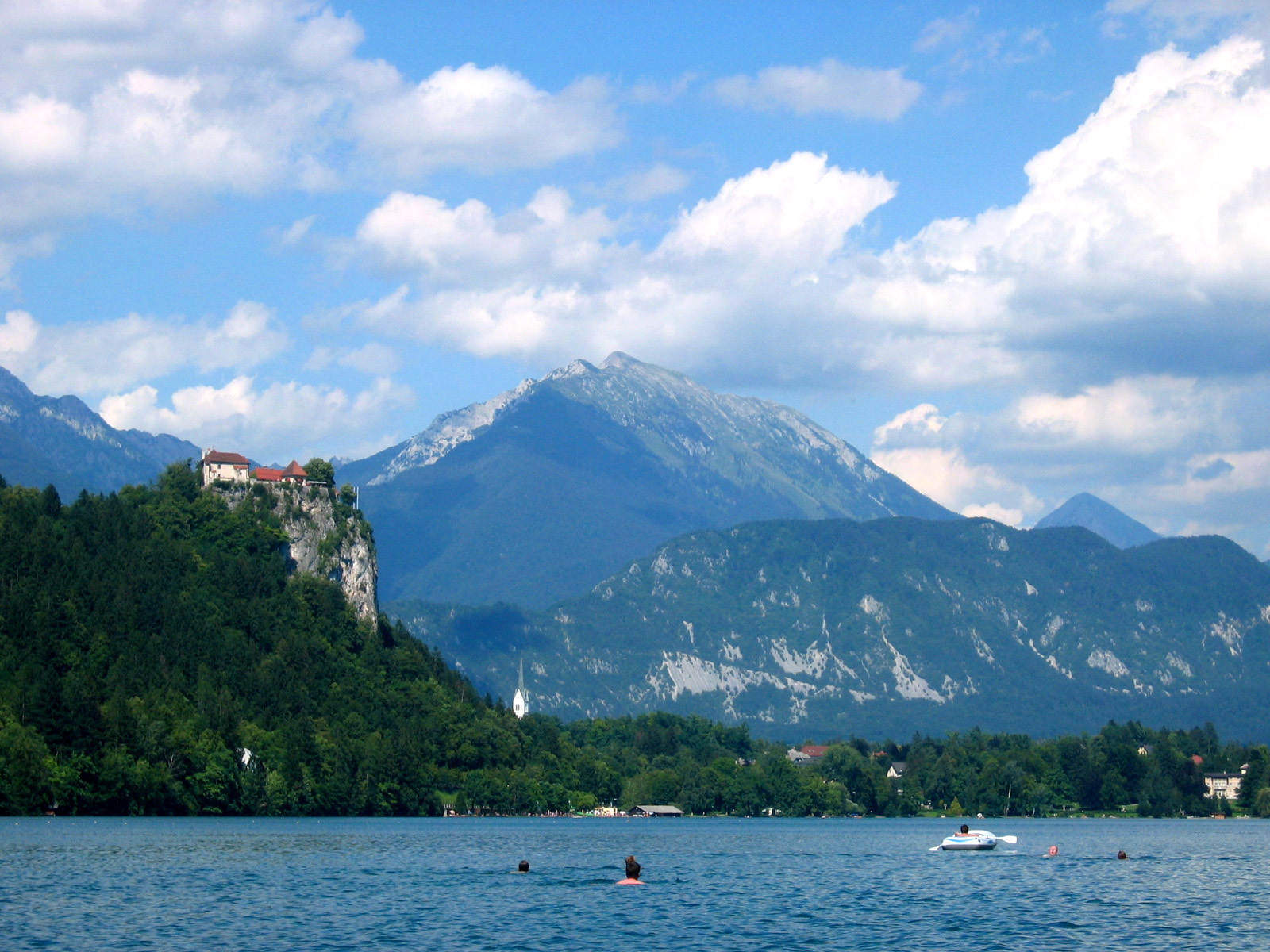
Begunjščica a Bledi-tóról nézve

- a Završnica völgyből (Žirovnica-nál)

## Hozzáférhetőség
- 4½h: Begunje-ból (616 m), a Begunjska Vrtača-n át
- 3½-4h: Podljubelj-ból, a Begunjska Vrtača-n át
- 2½h: a Zelenica-i Hegyi Házból (1536 m), a Szlovén hegyi ösvény mentén
- 1h: a Roblekovega domból (1657 m), a transzverzála mentén

## Külső hivatkozások
- Begunjščica - Hribi.net[halott link]